# Kation Zundela

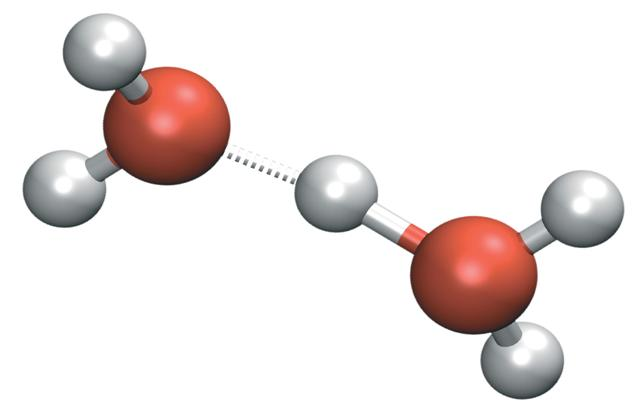
Kation Zundela: H_{5}O_{2}^{+}

Kanały protonowe wypełnione są cząsteczkami wody, a transport protonu polega na nieustannym tworzeniu i zrywaniu wiązań wodorowych (fluktuacji protonu), tak jak to dzieje się w kationie Zundela.

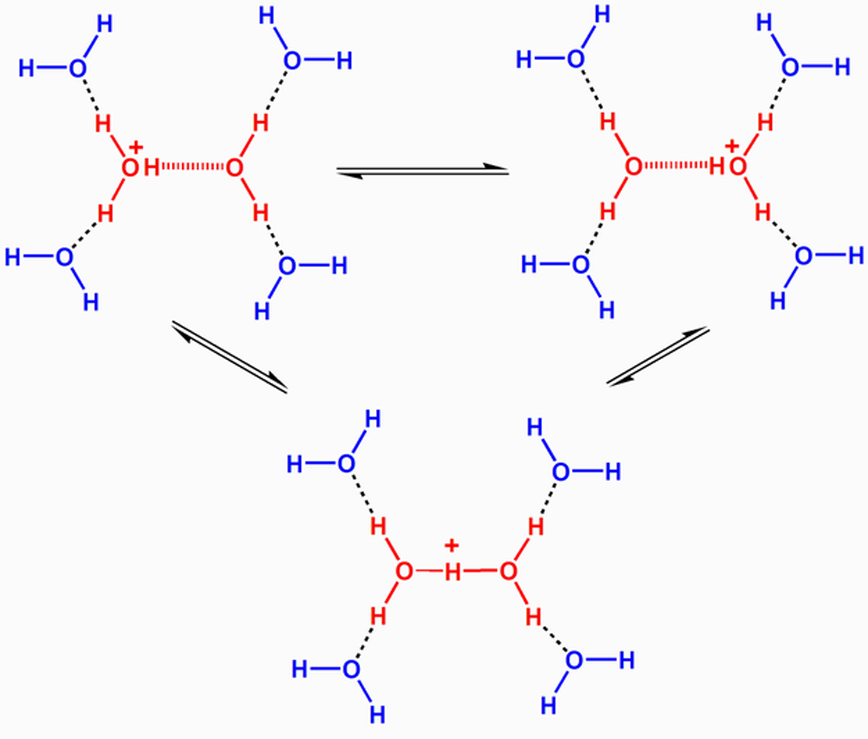
W kationie Zundela proton fluktuuje pomiędzy dwoma cząsteczkami wody

Kation Zundela, H5O+2 − rodzaj jonu oksoniowego, jedna z form hydratowanego protonu. Powstaje poprzez przyłączenie kationu wodorowego H+ do dwóch cząsteczek wody H2O, w myśl równania:
H+ + 2H2O ⇌ H5O+2
W kationie Zundela nadmiarowy proton fluktuuje pomiędzy dwiema cząsteczkami wody, przeskakując od jednej do drugiej i z powrotem. Istnieniem wspomnianej fluktuacji można tłumaczyć mechanizm  transportu protonów przez błony biologiczne w kanałach protonowych.